# Изборни сабор Српске православне цркве
Изборни сабор Српске православне цркве је проширено засједање Светог архијерејског сабора на којем се врши избор патријарха српског.

## Избор патријарха
Данашњи Изборни сабор је заправо засједање Светог архијерејског сабора проширено и активним викарним епископима. Раније су Изборни сабор поред архијереја сачињавала и поједина свештена и световна лица.
У новијој историји Српске православне цркве разликовала су се три начина избора патријарха: краљевским указом, гласом већине и апостолским жријебом.

### Краљевским указом
Према Закону о избору патријарха Српске православне цркве (1930) Изборни сабор је бирао између српских архијереја тројицу кандидата, а потом их писменим актом саопштавао министру правде. Једног од ове тројице изабраних кандидата краљ је на предлог министра правде својим указом именовао за патријарха српског.
Изборни сабор су састављали:
- сви епархијски и викарни архијереји Српске православне цркве;
- најстарији протојереји града Београда, Пећи и Карловца; дворски протојереј;
- начелник Православног одсјека Министарства правде и референт за православну вјероисповијест Министарства војске и морнарице;
- ректори православних богословија;
- предсједници свештеничког и монашког удружења;
- седам по рангу најстаријих чланова Великог управног савјета Српске православне цркве;
- предсједник Министарског савјета и активни министри (који су били православне вјере);
- предсједници Државног савјета, Касационог суда и Главне контроле и ректори универзитета (ако су били православне вјере).

Изборни сабор се сазивао краљевим указом на предлог министра правде у Београду. Сабор је отварао министар правде читањем краљевог указа, а затим се вршило молитвено призивање Светог Духа. Предсједавање Изборним сабором је вршио потпредсједник Светог архијерејског синода или по годинама најстарији присутни архијереј. Дужност секретара је вршио начелник Православног одсјека Министарства правде. Изборном сабору су могли присуствовати само чланови док су одсутни чланови могли овластити кога од присутних чланова да гласају у њихово име. Изборни сабор је на првом састанку могао радити пуноважно ако би било присутно најмање половина чланова. У супротном би се сједница одлагала за сутрадан и тада је Изборни сабор могао пуноважно рјешавати са оноликим бројем чланова колико би их било присутно.
Избор тројице кандидата вршио се тајним гласањем — листићима. Пребројавање је вршио предсједавајући заједно са предсједником Државног савјета и Главне контроле. Ако они нису били чланови Сабора или присутни онда је пребројавање вршио предсједник Касационог суда односно ректор Универзитета у Београду. Ако ни они нису могли онда би предсједавајући одређивао једног односно двојицу чланова који су са њим вршили пребројавање. Предсједавајући је узимао по један листић из кутије и гласно читао записана имена кандидата, а потом их предавао двојици чланова који су листиће прегледали.
За кандидата су били изабрани они који су добили највећи број гласова. Ако би више кандидата добило једнак број гласова, те се није могло утврдити која тројица имају највећи број гласова, онда су се сматрали изабраним кандидатима они који су чином старији; ако су и чина једнаког онда онај који је раније рукоположен. Имена изабраних кандидата је објављивао предсједавајући, а након завршеног избора је закључивао сједницу и самим тим распуштао Изборни сабор. Када би краљ именовао указом патријарха, министар правде је то саопштавао Светом архијерејском сабору. Најмање у року од седам дана по саопштењу држало се у Саборној цркви у Београду благодарење на коме се избор проглашавао. Сутрадан на свечаној архијерејској служби новоизабрани патријарх српски се устоличавао и ступао у права и дужности врховног поглавара и старјешине Српске православне цркве.

### Гласом већине
Према Уставу Српске православне цркве (1957) патријарх се бирао између српских активних епархијских архијереја који су управљали епархијама најмање пет година. Избор патријарха је вршио Изборни сабор између тројице кандидата које је предлагао Свети архијерејски сабор Српске православне цркве у сједници на којој је било присутно најмање 2/3 епархијских архијереја под предсједништвом најстаријег члана Сабора. Имена тројице кандидата саопштавао је Изборном сабору писменим путем Свети архијерејски синод Српске православне цркве.
Изборни сабор су сачињавали:
- сви активни епархијски и викарни архијереји Српске православне цркве;
- декан Православног богословског факултета у Београду;
- ректори српских православних богословија;
- предсједник Главног савеза епархијских свештеничких удружења;
- архијерејски намјесници градова: Београда, Скопља, Цетиња, Загреба, Сарајева, Пећи и Сремских Карловаца;
- настојатељи манастира: Жиче, Студенице, Дечана, Пећке патријаршије, Светог Наума, Милешева, Светог Василија Острошког, Крушедола и Крке;
- управник монашке школе и
- сви чланови Патријаршијског управног одбора и сви потпредсједници епархијских савјета, уколико већ нису чланови Патријаршијског управног одбора.

Изборни сабор се састајао у Београду или у другом мјесту које би одредио Свети архијерејски сабор Српске православне цркве ради избора новог патријарха најдаље у року од три мјесеца од дана кад се патријаршки престо упразни. Изборни сабор је сазивао Свети архијерејски синод Српске православне цркве писменим актом, а позив се слао члановима уз доставницу на двадесет дана пред састанак Изборног сабора. Предсједавајући је отварао Изборни сабор. Изборном сабору је предсједавао најстарији члан Сабора митрополит или најстарији по посвећењу епископ. Изборни сабор је бирао из своје средине два секретара и два овјерача записника, по једног из свештених и световних лица. Када би се утврдило да је присутно најмање 2/3 чланова Светог архијерејског сабора и натполовична већина свих чланова Изборног сабора, Изборни сабор је приступао призивању Светог Духа. У противном случају избор би се одлагао и предмет враћао Светом архијерејском сабору да одреди вријеме новог избора.
Чланови Изборног сабора, осим архијереја, полагали су заклетву. Послије призивања Светог Духа и заклетве предсједник Изборног сабора је читао акт Светог архијерејског синода којим се саопштавају имена тројице кандидата предложених од Светог архијерејског сабора. У избору су могли присуствовати и учествовати само чланови. Од одсутних чланова само је архијереј могао писмено овластити другог архијереја да умјесто њега гласа. Избор једног од тројице кандидата вршио се тајним гласањем листићима. Бројање гласова је вршио предсједавајући заједно са двојицом овјерача записника. Предсједавајући је узимао по један листић из кутије и гласно читао записано име кандидата, а потом листић предавао другој двојици чланова који су такође читали гласно имена кандидата.
За патријарха је био изабран онај кандидат који је добио апсолутну већину гласова. Ако од предложених кандидата ниједан није добио апсолутну већину гласова онда се приступало одмах ужем избору између двојице кандидата са највећим бројем гласова. У случају да су код првог гласања два кандидата добила једнак број гласова у ужи избор су улазили: кандидат који је добио највећи број гласова и један од друге двојице који је чином или епископском хиротонијом старији. Ако би сва тројица добили једнак број гласова у ужи избор су улазила она два кандидата који су по чину или епископској хиротонији старији. У случају да и приликом ужег избора оба кандидата добију једнак број гласова онда се избор између ове двојице вршио жријебом. Име изабраног патријарха је објављивао предсједник Изборног сабора и закључивао сједницу Сабора. Сутрадан на свечаној архијерејској светој литургији новоизабрани патријарх српски се устоличавао и ступао у права и дужности врховног поглавара и старјешине Српске православне цркве.

### Апостолским жријебом
Послијератним Уставом Српске православне цркве (1947, 1957) смањен је број чланова Изборног сабора. Такав Изборни сабор је бирао патријархе српске Викентија и Германа. Међутим, Свети архијерејски сабор Српске православне цркве је у потпуности желио да ограничи притисак комунистичких власти на чланове Изборног сабора који нису били из реда архијереја. Због тога је 1967. уставно прописано да се избор патријарха српског врши од Изборног сабора којег су искључиво чинили архијереји — чланови Светог архијерејског сабора и то жријебом између тројице кандидата изабраних тајним гласањем и апсолутном већином.
Данас, избор патријарха српског се врши на засједању Светог архијерејског сабора проширеном и активним викарним епископима и то најдаље у року од три мјесеца од дана када се патријаршки престо упразни. Бира се између активних епархијских архијереја који управљају епархијом најмање пет година. Патријарх српски се бира када је присутно најмање двије трећине чланова под предсједништвом најстаријег архијереја по посвећењу и то жријебом између тројице кандидата изабраних тајним гласањем и апсолутном већином. Одсутни архијереји могу овластити друге епархијске архијереје да уместо њих гласају, с тим да један архијереј може бити опуномоћен само једним гласом.
Уколико у првом кругу гласања ниједан архијереј не добије апсолутну већину онда се гласање понавља док се не изабере први кандидат. Преостала два кандидата се бирају на исти начин са неограниченим бројем понављања. Коверте са именима три кандидата се стављају у Свето Јеванђеље у патријаршијској капели Светог Симеона Мироточивог. Затим, позвани архимандрит/игуман извлачи један коверат и предаје га предсједавајућем који чита име новоизабраног патријарха српског (то је тзв. апостолски жријеб који проистиче из избора апостола Матеја након Јудиног издајства). Устоличење патријарха се врши у Саборној цркви у Београду, а касније и у манастиру Пећка патријаршија.